# Värj din tro, din ungdoms krafter
Värj din tro, din ungdoms krafter är en psalm av Chr. Hansen från omkring 1887. Psalmen översattes till svenska 1900 av Anna Ölander. Musiken är komponerad 1817 av Ernst Moritz Arndt.

## Publicerad i
- Svenska Missionsförbundets sångbok (1951) nr 655, under rubriken "Ungdomstiden".[1]

### Fotnoter
1. 1 2   Sånger och psalmer musik och text : för enskilt och offentligt bruk. Stockholm: Missionsförb. 1951. Libris 3387612